# La scelta di Charlie
La scelta di Charlie (A Father's Choice) è un film del 2000 diretto da Christopher Cain. Il film è tratto da una storia vera.

## Trama
Charlie "Mac" McClain è un cowboy in attività, con un matrimonio distrutto alle spalle e due figlie, Kelly e Chris, affidate alla madre Jesse. Mentre coltiva la sua passione per il rodeo, viene a sapere che la sua ex moglie viene uccisa e, di conseguenza, le figlie vengono affidate al padre per un periodo di tre settimane. Inizialmente i rapporti tra padre e figlie è difficile, considerando anche che sono sconvolte per la morte della madre, ma con il passare del tempo diventano sempre di più legati, anche grazie all'aiuto di Susan Shaw, l'assistente sociale.
Tuttavia nel momento in cui una zia benestante ma anaffettiva chiede l'affidamento delle figlie, Mac viene posto di fronte ad una scelta: lasciarle dopo aver ritrovato il legame affettivo, oppure abbandonare il suo sogno di essere campione di rodeo. Al tribunale, Kelly e Chris desiderano invece rimanere con il padre che, alla fine, ottiene la custodia.

## Produzione
Prima di chiamarsi A Father's Choice, i titoli di lavorazione erano Cowboy Dad e The Comeback of Charlie McClain. Le riprese si sono svolte in Canada, per l'esattezza a Airdrie e Calgary. Il budget stimato del film è di 6000000 $

## Distribuzione

### Messa in onda
- 12 gennaio 2000 negli Stati Uniti (A Father's Choice)
- 8 giugno 2004 nel Regno Unito
- 7 febbraio 2005 in Ungheria (Apai választás)
- 14 agosto 2005 in Svezia
- 25 agosto 2005 in Italia

In Romania è conosciuto con il titolo Dragoste de tata; in Spagna La elección de un padre; in Francia Un cow-boy pour père.